# Темур-кан
Темур-кан (монг. Төмөр; ср. монг. ᠥᠯᠵᠡᠶᠢᠲᠦ ᠲᠡᠮᠦᠷ; кин: 鐵穆耳; пин: Temür), односно Ченг-цунг (кин: 成宗; пин: Chéngzōng; 15. октобар 1265, Каракорум — 10. фебруар 1307, Канбалик), био је велики кан Монголске империје, односно цар Кине (1294—1307) из династије Јуан, огранка династије Бориџигин.
Темур је био син Зенјина, најстаријег сина Кублај-кана, и његове супруге Кокејин-катун. После очеве смрти 1286. године постао је наследник свог деде, од кога је 1294. године наследио престо Кине и титулу великог кана Монголског царства. Његовим доласком на власт почиње раздобље Монголског мира (лат. Pax Mongolica). Темур је почео владавину агресивном политиком према Бурми на југу, која је резултирала стављањем тачке на њену независност 1301. године. Изузев тога рата, његова владавина представља раздобље мира и развоја трговине.

## Порекло и младост
Темур-кан се родио 15. октобра 1265. године, као син Зенјина , најстаријег од двадесет два сина Кублај-кана. Унук великог кана је своју младост провео у Јунану, где му је отац био намесник. Зенјин је био одређен за Кублајевог наследника, али је умро пре свог оца, 1286. године, па је стога, као његов једнини преживели син, 21-годишњи Темур био одређен за наследника. Марко Поло је описао Темура на следећи начин:
Нарав овог кнеза је изврсна, уз то, одликује се мудрошћу и одважношћу; о овом последњем пружио је доказе у неколико успешних окршаја.
Већ 1287. године Темур је учествовао у гушењу побуне Најана, далеког рођака династије, против Кублај-кана. До одлучне битке је дошло на реци Лиао у Манџурији, где се 300.000 побуњеника сударило са кановом војском која је бројала 315.000 људи. Борба је почела у раним јутарњим часовима, кишом стрела на опкољену Најанову војску, а потом је настављена прса у прса променљивом срећом. Око поднева, опкољени Најан је покушао бекство, али је био ухваћен и погубљен. Потом је наступио свиреп покољ његове војске.

## Велики кан и рат против Бурме
Године 1294. умро је Кублај-кан, али Темур није одмах могао наследити огромно царство, морала се чекати сагласност скупштине, Курилтајиа. Она је добијена следеће године, када Темур почиње владати Кином под владарским именом Јуен-џен (кин: 元贞) и огромном Монголском империјом као врховни господар. 1297. године променио је владарско име у Да-д’ (кин: 大德), под којим ће владати до краја свог живота.
Кублај-кановом смрћу сам положај Великог кана изгубио је своје значење и постао је само титула, јер кан, због велике удаљености, није могао да одржава ред у целој земљи. Осим тога, корени монголске власти нису били довољно дубоки. У западном делу империје живели су Турци, који су и иначе имали мало тога заједничког са Темур-каном, нарочито јер је владао по кинеском узору. Све то је утицало да Монголско царство прерасте у монголски савез.
Темур-кан, жестоки ратник, више се интересовао за проширивање територије царства него за унапређивање културе. Стога је наставио освајање Бурме које је почео његов деда, са циљем да опљачка богат и велелепни град Паган, што му је и успело 1301. године. Рушење престонице деморалисало је Бурманце и њихова држава се распала на велики број малих и међусобно завађених феудалних јединица, које су признавале власт Великог кана.

## Монголски мир

### Спољашња политика: Дипломатија и трговина
Темуровом владавином завршава се време монголског освајања и почиње ера монголског мира. У знак признања невероватних промена у правцу мира и напретка на међународној сцени, западни научници су, много касније, XIV век назвали Pax Mongolica или Pax Tatarica. Темур је био први од канова који је тражио начине да кроз мирну трговину и дипломатију стекне трговачке и дипломатске везе које није могао добити оружјем. Зато су одржаване живе дипломатске везе са Европом, где су у разне дипломатске мисије сада слати понизни свештеници, учењаци и амбасадори.
Вешти у сеоби мноштва људи и коришћењу нових технологија за ратне циљеве, Монголи су наставили са сличном праксом у време монголског мира. Луталачке принципе свог номадског друштва применили су на најконзервативније аспекте живота и културе. Монголска војска је између породица расподелила преводиоце, писаре, лекаре, астрономе и математичаре, исто као што је расподелила музичаре, куваре, златаре, акробате и сликаре. Власти су ове произвођаче знања поделиле као и све друге занатлије, стоку и другу робу и одаслале их караванима, или преко мора, у разне делове земље.
Трговачки утицај царства допирао је много даље од његове војске. Следећи претходнике Темур се бринуо о одржавању трговачких путева, широм царства, и градио станице које је снабдевао залихама робе сваких 40–50 km. Ове станице су обезбеђивале теретне животиње и водиче који су спроводили трговце кроз тешко проходне области. Поред копненог све више се користио транспорт робе бродовима.
Монголи су схватали да роба, обична и свакодневна на једном тржишту, лако може постати егзотична и потенцијално скупа на другом. Почетак Темурове владавине обележен је грозничавом потрагом за новим врстама робе која би се продавала на неком удаљеном тржишту огромног Монголског царства, или за новим начинима продаје уобичајене робе. Свака ствар - од боја, папира, и лекова, до пистаћа, петарди и отрова - имала је потенцијалне купце, а чинило се да су монголски чиновници чврсто решени да их пронађу. Одговарајући на потребе јединственог тржишта, монголске радионице у Кини нису само производиле традиционалну кинеску робу, кап што су порцелан или свила за светско тржиште, већ су се проширили на потпуно нове производе за специјализована тржишта, укључујући и производњу рељефа Мадоне са дететом Исусом, резбареног у слоновачи и извоженог у Европу.
Монголско подстицање трговине донело је свету много нових тканина тако што је за локалне производе проналазило нова тржишта. Порекло тих тканина још увек се види у етимологији њихових назива. Пример за то је нарочито глатка и сјајна свила, која је на западу постала позната као сатен, именом насталим од монголске луке Зајтун , довожена је у Европу посредством Илканата.
Почев од Темуровог времена, Монголи су постали синоним за луксузну трговачку робу и егзотичне раритете, а реч Тартар више није означавала распојасани ужас.

### Унутрашња политика: Развој културе
Осим на спољашњем овај период представља доба просперитета и на унутрашњем плану. Темурова владавина и иначе владавина династије Јуан представља прави процват драме, веома запостављене уметности у традиционалној кинеској култури. У Кини су извођачи, глумци и певачи, традиционално били мало цењени. Сврставани су уз проститутке, конкубине, и слична маргинална занимања. Монголски владари су унапредили њихов друштвени статус и признали им достојанство професије. Саграђена је и позоришна четврт, па представе више нису биле ограничене на пијаце, јавне куће и крчме. Спој кинеске драме и монголске музике ударио је темеље данашњој Пекиншкој опери.
Током владавине династије Јуан у Кини је порасла општа писменост, а с њом је растао и обим штампаног материјала. Темур је, 1296. године, основао Штампарску службу која је дистрибуирала владине одлуке по целој земљи, а подстицао је што ширу примену штампе и у осталим, неслужбеним областима. Ту су спадале верске књиге и романи. Број штампаних књига толико се повећао да им је цена падала за све време владавине династије Јуан. Штампарске пресе у целом царству убрзо су почеле штампати и пољопривредне памфлете, алманахе, верске текстове, законе, историју, медицинске чланке, нове математичке теорије, песме и поезију на много различитих језика.

## Смрт
Дана 10. фебруара 1307. године Темур-кан је умро  у својој палати у Канбалику, северно од Пекинга, без мушког наследника, пошто му је једини син Тешоу умро годину раније. На месту великог кана Монголског царства и цара Кине наследио га је далеки рођак Кајшан-кан. После смрти му је додељено постхумно име Цар Ђин-минг Гуанг-сјао (кин: 钦明广孝皇帝; пин: Qínming Guǎngxiào huángdì) и храмовно име Ченг-цунг, сходно кинеској традицији.